# Karabin OSW-96
OSW-96 – rosyjski wielkokalibrowy karabin wyborowy.

## Historia
Na początku lat 90. XX wieku KBI z Tuły zaprezentowało wielkokalibrowy karabin wyborowy W-94. W następnych latach powstawały kolejne prototypy i pod koniec lat 90. jedna z wersji tego karabinu oznaczona jako OSW-96 została przyjęta do uzbrojenia przez jednostki podporządkowane MWD Federacji Rosyjskiej.

## Opis
OSW-96 jest bronią samopowtarzalną. Zasada działania oparta na odprowadzaniu gazów prochowych przez boczny otwór w lufie, zamek ryglowany przez obrót.
Lufa gwintowana, samonośna, zakończona hamulcem wylotowym, pod lufą mocowany jest dwójnóg.
Magazynek pudełkowy, wymienny o pojemności 5 naboi.
Karabin wyposażony jest w chwyt pistoletowy i kolbę. W razie konieczności kolba i tylna część komory zamkowej mogą być złożone na bok broni. Głównym celownikiem jest celownik optyczny, dodatkowo karabin wyposażony jest w mechaniczne przyrządy celownicze.